# Notamphisopus dunedinensis
Notamphisopus dunedinensis är en kräftdjursart som först beskrevs av Charles Chilton 1906.  Notamphisopus dunedinensis ingår i släktet Notamphisopus och familjen Phreatoicidae. Inga underarter finns listade i Catalogue of Life.